# Union sportive philibertine football
 (août 2025).
Maillots
Actualités
L’Union sportive philibertine Footaball (USPF) est un club de football français basé à Saint-Philbert-de-Grand-Lieu.

## Histoire

### Fondation
L’Union Sportive Philibertine (U.S.P.) est fondée en 1938.

### Progression
Après avoir totalisé 17 ans en Promotion d'honneur (PH - 1996 - 2014), 1 an en DRH (2014 - 2015), 2 ans en DSR (2015 - 2017), 1 an en R2 (2018 - 2019) et 2 ans en R1 (2017-2018 et 20219-2020), l'USPF accède à la N3 à l'issue d'une saison tronquée par la pandémie de la Covid-19,.

## Identité du club

### Couleurs
L'insigne de l’USPF est composé d’un héron devant une étoile sur un fond jaune. Les joueurs jouent avec un ensemble jaune et noir à domicile.
Pour la saison 2023-2024, les ensembles du club sont produits par la société de vêtements de sport Kappa et le sponsor maillot principal est Hyper U.

### Logos

Logo depuis 2007.

## Palmarès et records

### Palmarès
| Compétitions nationales | Compétitions régionales                                         |
| ----------------------- | --------------------------------------------------------------- |
|                         | - Championnat régional des Pays de la Loire - - Champion : 2020 |
|                         |                                                                 |

### Championnats disputés
Le tableau suivant indique le championnat disputé par le club au cours des saisons depuis 2011.
| Saison    | Championnat                                          | Championnat | Championnat | Championnat | Championnat | Championnat | Championnat | Championnat | Championnat | Championnat | Coupe de France | Entraîneurs       | Affluence moyenne |
| Saison    | Division                                             | Class.      | Pts         | M           | V           | N           | D           | Bp          | Bc          | Diff        | Coupe de France | Entraîneurs       | Affluence moyenne |
| --------- | ---------------------------------------------------- | ----------- | ----------- | ----------- | ----------- | ----------- | ----------- | ----------- | ----------- | ----------- | --------------- | ----------------- | ----------------- |
| 2011-2012 | PH - Atlantique                                      | 1er         | 67          | 22          | 12          | 9           | 1           | 34          | 11          | +23         | Xe tour         | Jean-Luc Logeais  |                   |
| 2012-2013 | DH - Atlantique                                      | 4ème        | 53          | 22          | 8           | 7           | 7           | 37          | 27          | +10         | Xe tour         | Jean-Luc Logeais  |                   |
| 2013-2014 | DH - Atlantique                                      | 3ème        | 66          | 22          | 13          | 5           | 4           | 53          | 21          | +32         | Xe tour         | Jean-Luc Logeais  |                   |
| 2014-2015 | DH - Atlantique                                      | 2ème        | 67          | 22          | 13          | 6           | 3           | 55          | 26          | +29         | Xe tour         | Jean-Luc Logeais  |                   |
| 2015-2016 | DH - Atlantique                                      | 2ème        | 57          | 22          | 10          | 5           | 7           | 44          | 34          | +10         | Xe tour         | Jean-Luc Logeais  |                   |
| 2016-2017 | DH - Atlantique                                      | 1er         | 73          | 22          | 16          | 3           | 3           | 44          | 22          | +22         | 6e tour         | Baptiste Casanova |                   |
| 2017-2018 | Championnat Régional 1 - Atlantique                  | 13è         | 23          | 26          | 4           | 11          | 11          | 24          | 38          | -14         | Xe tour         | Baptiste Casanova |                   |
| 2018-2019 | Championnat Régional 2 - Pays de la Loire - groupe B | 1er         | 48          | 22          | 14          | 6           | 2           | 52          | 19          | +33         | Xe tour         | Baptiste Casanova |                   |
| 2019-2020 | Championnat Régional 1 - Pays de la Loire - groupe B | 1er         | 31          | 13          | 10          | 1           | 2           | 35          | 14          | +21         | Xe tour         | Baptiste Casanova |                   |
| 2020-2021 | National 3 - groupe B                                | 11è         | 4           | 5           | 1           | 1           | 3           | 7           | 14          | -7          | 7ème tour       | Baptiste Casanova |                   |
| 2021-2022 | National 3 - groupe B                                | 11è         | 31          | 26          | 8           | 7           | 11          | 30          | 44          | -14         | 7ème tour       | Baptiste Casanova |                   |
| 2022-2023 | National 3 - groupe B                                | 9è          | 31          | 26          | 9           | 4           | 13          | 33          | 43          | -10         | 6ème tour       | Baptiste Casanova |                   |
| 2023-2024 | National 3 - groupe B                                | 6è          | 40          | 26          | 11          | 7           | 8           | 31          | 24          | +7          | 8ème tour       | Baptiste Casanova |                   |

### L'USPF et la coupe de France
Durant la saison 2016-2017, l'USPF remporte le concours "Match de rêve",.
Pendant l'édition 2020-2021, l'USPF décide de partager ses gains avec son adversaire afin de soutenir le monde amateur durant cette période. Le club se hisse pour la première fois de son existence au 7e tour.
La saison 2023-2024 est une saison aboutie, les protégés de Baptiste Casanova restant leader une grande partie de la saison, avant de finir 6ième d'un championnat renforcé.

## Personnalités du club

### Historique des entraîneurs
De  nombreux entraineurs se sont succédé depuis la création du club.  S'ils ont tous eu leur importance, notons l'apport particulier de Jean-Pascal Philippon, Jean-Luc Logais ou encore Baptiste Casanova.
| Rang | Nom                   | Période     |
| ---- | --------------------- | ----------- |
| 1    | Jean-Pascal Philippon | 1991 – 1997 |
| 2    | Stéphane Comminges    | 1997 – 1998 |
| 3    | Alain Brugier         | 1998 – 1999 |

| Rang | Nom              | Période     |
| ---- | ---------------- | ----------- |
| 4    | Romuald Vrignaud | 1999 – 2004 |
| 5    | Jean-Louis Sol   | 2004 – 2008 |
| 6    | Eric Ledillaut   | 2008 – 2009 |

| Rang | Nom               | Période     |
| ---- | ----------------- | ----------- |
| 7    | M Daviaud         | 2009 – 2010 |
| 8    | Jean-Luc Logais   | 2010 – 2016 |
| 9    | Baptiste Casanova | 2016 – ...  |

## Structures du club

### Structures sportives
En 2024, le club déclare disposer de quatre terrains.

### Aspects juridiques et économiques
Le club est géré par un Comité Directeur dirigé par deux co-présidents, Patrice Gautier et Thierry Nogues.

## Autres équipes

### Section féminines
Le club de Saint-Philbert-de-Grand-Lieu intègre une section Football féminin dans ses rangs depuis 2019.